# Jonas Thorsen
Jonas Søndberg Thorsen (født 19. april 1990) er en dansk fodboldspiller, der spiller for Sønderjyske.

## Klubkarriere
I 2008 var han til én uges prøvetræning hos den østrigske storklub Red Bull Salzburg, hvor den senere træner for Viborg FF Lars Søndergaard på daværende tidspunkt var talentchef.

### Viborg FF
Han skiftede fra AGF til Viborg FF den 31. august 2009, efter at han i en sæson havde været fast tilknyttet aarhusianernes hold i 2. division. Jonas Thorsens kontrakt med Viborg FF gælder til den 30. juni 2017.
Den 24. februar 2017 offentliggjorde Thorsen at han ikke ville forlænge sin kontrakt, da han ønskede at prøve et udenlandsophold.

### AC Horsens
Den 21. juni 2017 skiftede Thorsen til AC Horsens på en fri transfer.

### Eintracht Braunschweig
Thorsen skiftede i juni 2018 til Eintracht Braunschweig fra 3. Bundesliga, da den tyske klub indfriede kontraktens frikøbsklausul. Han spillede 14 kampe og scorede et mål i efteråret 2018, men han spillede til gengæld ikke et eneste minut i foråret 2019, da holdet uden Thorsen opnåede flere sejre. Det lykkedes således også med Eintracht Braunschweig at overleve i den 3. bedste tyske række med en 16. plads.

### AC Horsens
Den 9. juli 2019 skiftede Thorsen tilbage til AC Horsens.

## Landsholdskarriere
Thorsen har spillet 4 kampe for det danske U-19 landshold og 2 for U-20 landsholdet . I sin debut i den rød/hvide trøje scorede han sejrsmålet over Norge den 2. september 2008, efter at han var blevet indskiftet til starten af 2. halvleg. 